# SAMURAI SOUL
「SAMURAI SOUL」（サムライ・ソウル）は、コタニキンヤ.の1枚目のシングル（BAD LUCK、コタニキンヤ、キンヤ名義でリリースされた作品を含めると通算12枚目）。2011年7月16日にQUESTよりリリースされた。

## 概要
コタニキンヤ.への改名後では初、キンヤ名義でリリースされた前作「BEST POSITION!!!」からは約3年半ぶりにリリースされたシングル。購入者特典として全6種類あるオンライン通販限定トレーディングカードが付属。

## 収録曲
1. SAMURAI SOUL
  - 作詞 / 作曲：コタニキンヤ.
2. For Far East!!!
  - 作詞 / 作曲：コタニキンヤ.